# Bombus transversalis
Bombus transversalis är en biart som först beskrevs av Olivier 1789. Den ingår i släktet humlor och familjen långtungebin. Inga underarter finns listade.

## Beskrivning
Huvudet är svarthårigt, hos hanen med en inblandning av gula hår på ansikte och hjässa, mellankroppen gul med ett svart tvärband mellan vingfästena, och bakkroppen svart med tergit 3 (och halva till hela tergit 4 hos hanen) gul. Vingarna är svarta med violett glans i vissa vinklar, främst hos honorna (drottning och arbetare). Drottningen är omkring 20 mm lång, arbetarna omkring 18 mm, och hanarna omkring 19 mm.

## Ekologi
Bombus transversalis är en av mycket få humlearter som är anpassade för att leva i vått, tropiskt klimat.
Humlan är en tropisk låglandsart som, till skillnad från många andra humlearter, bygger sitt bo på marken, inte i håligheter under jord. Ett typiskt bo är byggt på en 1 till 2 cm tjock matta av lövbitar, strån, bitar av fjädrar och så vidare, som isolering mot den ofta mycket våta marken. Det täcks av en kupol av löv, strån och kvistar. Boet kan bli mycket stort och innehålla flera tusen individer. Under torrt väder promenerar alltid ett antal humlor omkring på kupolen som vakter och underhållsarbetare. Dessa försvarar frenetiskt boet mot angripare. Materalet till boet hämtar humlorna till fots, gående på särskilda stigar på ett sätt som påminner om myror. Ofta bildar de kedja längs stigarna och skickar materialet mellan sig. Samtidigt hämtar andra honor nektar och pollen på vanligt sätt, det vill säga flygande.
Kolonierna är troligtvis ettåriga, med könsdjur som börjar framträda under kolonins sista fas i samband med torrperioden, men bona återanvänds av flera generationer.
Det har konstateras att arten har en förmåga att informera andra humlor i samma koloni om förekomsten av nektarkällor. Denna förmåga är som mest specialiserad hos honungsbin, och förekommer även hos gaddlösa bin, men är ovanlig hos humlor (förutom denna art har mörk jordhumla, Bombus terrestis, samma förmåga).

## Utbredning
Bombus transversalis är en tropisk art som förekommer i Bolivia (departementen Cochabamba, Beni, La Paz och Santa Cruz), Brasilien (delstaterna Acre, Amapá, Amazonas, Maranhão, Mato Grosso, Pará och Rondônia), Colombia (Distrito Capital och departementet Amazonas), Ecuador, Franska Guyana, Guyana, Peru (regionerna Amazonas, Huánuco, Junín, Loreto, Madre de Dios, Pasco och Ucayali), Suriname samt Venezuela (delstaten Bolívar).

## Bevarandestatus
Inte mycket är känt om artens populationsförändringar, men då utbredningsområdet är stort, inga rapporter om populationsminskningar har inkommit och inga hot har registrerats, har Internationella naturvårdsunionen (IUCN) klassificerat den som livskraftig (LC).